# D113 (Bouches-du-Rhône)
De D113 is een departementale weg in het Zuid-Franse departement Bouches-du-Rhône. De weg is circa 63 kilometer lang. Aanvankelijk was deze weg N113, maar omdat deze weg in 2005 is overgedragen aan het departement is het nummer veranderd in D113. Zo zijn er nog meer delen van de N113 overgedragen aan andere departementen.

## Dubbelnummeringen
Voorbij Rognac lift de D113 een paar kilometer lang mee op de A7 (Autoroute du Soleil) om voorbij Les Pennes-Mirabeau weer verder te gaan op de niet-autosnelwegen.

## D113 bij Arles
Het kleine stukje verbindingsweg tussen de D6113 en de N113/N572 heet ook D113.
De weg eindigt in Marseille, waar vroeger ook de oude N113 eindigde.